# Keretak
Keretak is een bestuurslaag in het regentschap Bangka Tengah van de provincie Bangka-Belitung, Indonesië. Keretak telt 4257 inwoners (volkstelling 2010).